# دلبر نظری
دلبر نظری (زاده: ۱۹۵۸ سمنگان – درگذشته: ۲۳ اسد/مرداد ۱۴۰۳ کلگری کانادا) سیاستمدار افغانستانی، نماینده مردم سمنگان در دوره پانزدهم مجلس نمایندگان افغانستان و وزیر وزیر امور زنان در افغانستان بود.

## زندگی اولیه و تحصیلات
دلبر نظری زاده در سال ۱۹۵۸ از ولایت سمنگان یا ولسوالی خلم ولایت بلخ بود. وی در رشته‌های زبان و ادبیات انگلیسی و فارسی از دانشگاه بلخ و روابط‌بین‌الملل از دانشگاه کاتب فارغ‌التحصیل شده بود. او پس از تسلط طالبان بر افغانستان ابتدا به ترکیه و سپس به کانادا مهاجرت کرد.

## حرفه
نظری معلم و مدیر دبیرستان شهید نعیم در ایبک بود و در آکسفام و یونیسف کار کرد. او از سال ۲۰۰۵ تا ۲۰۱۰ عضو ولسی جرگه بود. او در وزارت کشور برای بهبود کارت‌های ملی الکترونیکی فعالیت کرده‌است. او توسط تیم مدیران ارشد اجرایی عبدالله عبدالله برای عضویت در دولت وحدت ملی نامزد شد، و در آوریل ۲۰۱۵ وزیر امور زنان شد و یکی از چهار زن عضو کابینه در آن زمان بود. برادر نظری به عنوان مشاور او در وزارتخانه کار می‌کند. دلبر می‌گوید که به یک محرم نیاز دارد.
۱۳ ژوئیه ۲۰۱۶ پیشنهاد رای عدم اعتماد به نظری به مجلس برده شد، که در آن وی به فساد و عدم کفایت متهم شده بود. این کار یکی از سری حرکات اینچنینی علیه وزرای دولت بود. این پیشنهاد با شکست مواجه شد.
در اکتبر ۲۰۱۶، برخلاف انفجار بمب و حملاتی که روز پیش صورت گرفته بود، نظری در میزگرد زنان در برنامه اوپن جرگه بی‌بی‌سی، برای بحث در مورد مسائل برابری جنسیتی حاضر شد. در ۱۳ دسامبر ۲۰۱۶، نظری با گفتن این مطلب که «محرومیت موجب تهدیدات بسیاری برای زنان در کشور شده‌است.» به خبرنگاران گفت که بیش از ۸۷٪ زنان افغان امنیت ندارند و وزارتخانهٔ او در نه ماه گذشته بیش از ۴۰۰۰ مورد خشونت علیه زنان ثبت کرده‌است.

## درگذشت
وی در ۲۳ اسد (مرداد) ۱۴۰۳ در سن ۶۶ سالگی در اثر ایست قلبی درگذشت.